# Abbas Jadidi
Pour les articles homonymes, voir Jadidi.
 (octobre 2015).
Si vous disposez d'ouvrages ou d'articles de référence ou si vous connaissez des sites web de qualité traitant du thème abordé ici, merci de compléter l'article en donnant les références utiles à sa vérifiabilité et en les liant à la section « Notes et références ».
Abbas Jadidi (né le 13 janvier 1969 à Téhéran) est un lutteur iranien. Vice-champion olympique à Atlanta il a refusé sa médaille car il a considéré qu'il a été lésé par rapport à son adversaire, l'américain Kurt Angle.